# ジミー・キンメル
ジミー・キンメル（Jimmy Kimmel、1967年11月13日 - ）は、アメリカ合衆国ニューヨーク市生まれの司会者、コメディアン、声優、俳優、プロデューサーである。

## 来歴
1967年11月13日にニューヨーク市ブルックリン区にドイツ系の父とイタリア系の母の元に生まれる。母親は主婦で父親はIBMの重役だった。敬虔なカトリック教会を信仰する家庭で、キンメル自身も堂役を務めていた。キンメルが9歳の時に一家はラスベガスへ移住。地元の高校を卒業後、ネバダ大学ラスベガス校へ1年だけ在学してアリゾナ州立大学へ籍を移したが中退。高校在学時より、校内ラジオのホストを務めたことからエンターテイメントに興味を持ち始め、アリゾナ州のラジオ局のパーソナリティとしてキャリアをスタートさせる。全米各地のFM局でパーソナリティとしてキャリアを重ね、朝の番組などを担当した。パーソナリティ時代にはラジオ番組内に『Jimmy The Sports Guy』というコーナーも持ち、そのコーナーは5年続く人気を博した。
1997年、コメディ・セントラルで放送されていたベン・スタイン司会のクイズ番組、『Win Ben Stein's Money』に出演しテレビ界に進出。持ち前のコメディセンスなどが讃えられ、1999年にはスタインと共にデイタイム・エミー賞を受賞した。
2003年1月26日にABC製作による自身の冠番組『ジミー・キンメル・ライブ!』が放送開始され、司会者としての確固たる地位を築き上げた。同番組の開始当初は収録によるテレビ放映だったが、現在は生放送で放映されている。同番組内ではかつて日本から南原清隆やネプチューンらによるユニットはっぱ隊がゲスト出演した。
同番組では俳優のマット・デイモンがゲスト出演する度に互いを茶化しあう。有名な例としてはキンメル側がデイモンと同郷の俳優ベン・アフレックとの仲を、デイモン側は当時キンメルが付き合っていたサラ・シルバーマンとの仲を茶化すプロモーション・ビデオが制作され、互いのビデオには多数の著名俳優（ブラッド・ピット、ハリソン・フォードなど）が出演しており、アメリカ国内で話題となった。

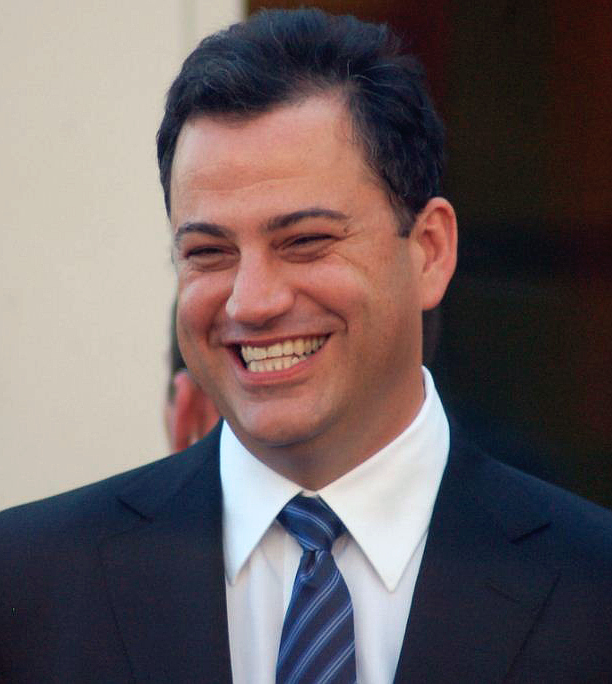
2012年のジミー

自身の番組以外においても、ライバルのデヴィッド・レターマンやジェイ・レノのトークショーや『ファミリー・ガイ』や『ロボット・チキン』などといったテレビアニメにおける声のゲスト出演、本人役でいくつかの映画にも出演している。また、2012年・2016年・2020年にはエミー賞の司会、2017年・2018年・2023年・2024年にはアカデミー賞の司会を務めた。
2013年10月16日の「ジミー・キンメル・ライブ！」内で、キンメルの「米国が抱える中国に対する約1兆3000億ドルの借金問題を解決するにはどうすれば良いか」という質問に、アメリカ人である児童が「中国人を地球の片隅に集めて皆殺しにすれば良い」と答えたことが政治的な騒動に発展。児童の答えにキンメルが「それは非常に面白い方法だ」と返したこともあり、10月30日にはロサンゼルスの中国系住民らがABCテレビのオフィス前でデモを展開し、キンメル本人が謝罪したものの、11月9日には在米中国人や中国系住民計数千人がロサンゼルスやニューヨーク、ワシントンなど全米27都市でデモを行った。
第45代アメリカ合衆国大統領のドナルド・トランプに批判的で2017年に行われた第89回アカデミー賞ではトランプの政策を人種差別的だと批判。2024年に行われた第96回アカデミー賞では式典中にトランプがキンメルについて「最悪の司会者」とSNSに投稿したことに触れ、「まだ起きているとは驚いた。刑務所の就寝時間が過ぎているのでは」と切り返した。

## 私生活

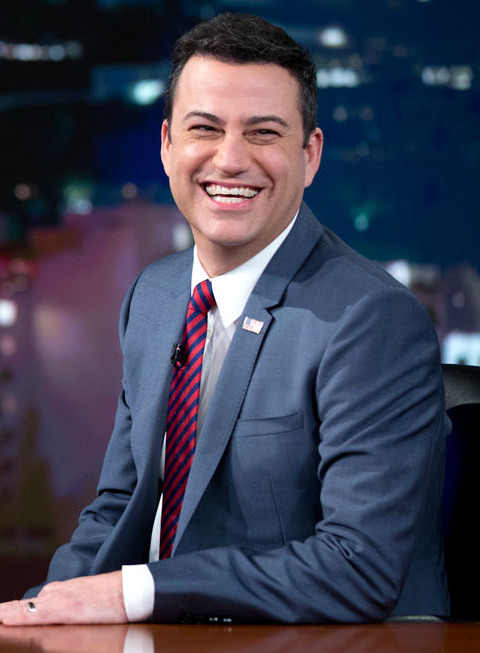
2015年のジミー

1988年に最初の結婚をしており、2人の子供をもうけたが、2002年に離婚。その後、女優でコメディアンのサラ・シルバーマンと5年間交際していたが破局。2013年7月、モリー・マクニアリーと結婚した。
2024年には、家族と共にプライベートで来日し、7日間の日本旅行を楽しんだと同氏の番組「ジミー・キンメル・ライブ！」（2024年4月2日放送分）のオープニングトークで視聴者に報告した。日本滞在中は東京と京都を訪れており、「日本のトイレはアメリカの手術室よりも清潔」だと、日本のトイレの清潔さに感嘆したと語っている。

## 出演作品

### 映画
- Delinquent's Derby (1995)
- Down to You (2000)
- ロード・トリップ Road Trip (2000) ※声の出演
- ロスト・キッズ (2002) ※ノークレジット
- ガーフィールド （2004） ※声の出演
- ヘルボーイ "hellboy„ (2004)
- Danny Roane: First Time Director (2006）
- テッド2 Ted 2 (2015)
- ボス・ベイビー The Boss Baby (2017) ※声の出演
- 47歳 人生のステータス Brad's Status (2017)
- ティーン・タイタンズ・ゴー！トゥ・ザ・ムービーズ Teen Titans Go! To the Movies (2018) ※声の出演

### テレビドラマ
- チャームド 〜魔女3姉妹〜 Charmed (1999)

### テレビアニメ
- ファミリー・ガイ Family Guy (2001)
- Crank Yankers (2003 - 2007)
- ロボット・チキン Robot Chicken (2006)
- Drown Together (2006)

### テレビ番組
- Win Ben Stein's Money (1997 - 2002)
- ジミー・キンメル・ライブ! Jimmy Kimmel Live! (2003 - 現在)

### コンピュータゲーム
- コール オブ デューティ ブラックオプス2 Call of Duty: Black Ops II (2012) ※声の出演